# Fanny Susan Copeland
Fanny Susan Copeland,  irsko-škotska jezikoslovka, prevajalka, lektorica na Univerzi v Ljubljani, novinarka in alpinistka, * 27. julij 1872, Birr Castle, Parsonstown, Irska, † 28. julij 1970, Ljubljana

## Življenje in delo
Bila je prvi otrok iz drugega zakona astronoma in slovanofila Ralpha Copelanda (1837–1905) z Ano Teodoro Berto, roj. Berkley (1847–1938). Zaradi očetove službe se je družina pogosto selila po Irski in Škotski. Ko je pri 13 letih odšla v Berlin  na višjo dekliško šolo, se je družina preselila v Edinburg, kjer je oče zasedel mesto kraljevega astronoma. Poleg pridobivanja splošne izobrazbe je postala tudi izšolana pevka. Poročila se je s 14 let starejšim skladateljem in profesorjem glasbe Johnom Edmundom Barkworthom (1858–1929). Rodili so se jima trije otroci: Ralph (1895–1979) in dvojčka Harold (1896–1965) in Lilian (1896–1973).
Leta 1908 sta se z možem razšla, pustila je glasbo ter začela pisati. Govorila je več jezikov: nemščino, italijanščino, francoščino, danščino, norveščino, latinščino, slovenščino, srbščino, prevajala je tudi bolgarščino in ruščino. V letih 1915–1919 je v Londonu delala v jugoslovanskem odboru in pri srbskem tiskovnem predstavništvu, nato je na pariški mirovni konferenci prevajala za delegacijo Kraljevine SHS kot Trumbićeva osebna tajnica.
Leta 1921 je postala pogodbena lektorica za angleški jezik in literaturo na Filozofski fakulteti univerze Kraljevine SHS v Ljubljani. Pogodbo so ji podaljševali, tako da je bilo v približno 50 letih njenega poučevanja deležno preko 1500 študentov. Predavala je o zgodovini angleške literature in poskrbela za nastanek ter bogatitev fakultetne angleške knjižnice.
Med drugo svetovno vojno je bila izgnana v  Italijo v vas Bibbiana pri Arezzu. Leta 1953 ji je uspelo dobiti vizum za Jugoslavijo, vrnila se je v Slovenijo in bila vse do visoke starosti nastanjena v podstrešni sobici hotela Slon.
Bila je pionirka angleško-slovenskega prijateljstva. S članki v angleških časopisih je veliko prispevala k popularizaciji Slovenije v Združenem kraljestvu. Objavljala jih je v revijah Time and Tide, Graphic, The Observer, Discovery, European Commercial, London Mercury, The Near East and India, The Scotsman, Alpine Journal itd.
Kot velika ljubiteljica slovenskih gora in članica turističnega kluba Skala je po 2. svetovni vojni predvsem z Miro Marko Debelak Deržaj ter Edom Deržajem osvojila vse najvišje slovenske vrhove. Zadnjič ji je uspelo priti na vrh Triglava po Tominškovi poti skupaj z Jožo Čopom pri 88 letih. V rokopisu je ostala njena avtobiografija. Pokopana je na Dovjem pri Mojstrani.

## Izbrana bibliografija
- "O Župančičevih prevodih Shakespeara". Ljubljanski zvon, 42/3 (1922). Dokument v zbirki Digitalne knjižnice Slovenije. (COBISS)
- Beautiful mountains: In the Jugoslav Alps. Illustrated by Edo Deržaj. Split: The Jugoslav Bureau, 1931 (Chelmsford: The Mercury Press). 120 str.  (COBISS)
- A short guide to the Slovene Alps (Jugoslavia) for British and American tourists [skupaj z M. Debelakovo]. Ljubljana: Kleinmayr & Bamberg, 1936. 127 str. (COBISS)
- The Selkies: A Fantasy of the North [An opera with imaginary music]. Oxford: B. Blackwell, 1939. (COBISS)
- Poems. [Po 1954.] 35 str.  (COBISS)

## Prevodi
- Ciril Kosmač: "A day in spring". London: Lincoln Prager, 1959 (Printed in Yugoslavia).204 str. Modern Yugoslav novels (COBISS)
- Bogumil Vošnjak: A bulwark against Germany: The fight of the Slovenes, the western branch of the Jugoslavs, for national existence. London: G. Allen & Unwin, 1917. 270 str. (COBISS)
- Bogumil Vošnjak: Friends of the entente in Les Pays de Goritsa et de Gradisca et la ville de Goritsa. Pariz.
- [Lavo Čermelj:] The [Position of the] Yugoslav Minority in Italy. 1927, 1929.
- Albert Rejc: Who should have Trieste? Ljubljana: Inštitut za narodnostna vprašanja, 1953. (COBISS)
- Lavo Čermelj: Life-and-death struggle of a national minority: (the Jugoslavs in Italy). Ljubljana, 1945. 219 str. (COBISS)